# James Blood Ulmer
James "Blood" Ulmer, född februari 1942 i St. Matthews i South Carolina, är en amerikansk jazz-, funk- och bluesgitarrist  och sångare.